# Xã Tyronza, Quận Poinsett, Arkansas
Xã Tyronza (tiếng Anh: Tyronza Township) là một xã thuộc quận Poinsett, tiểu bang Arkansas, Hoa Kỳ. Năm 2010, dân số của xã này là 998 người.